# 黑麦面包

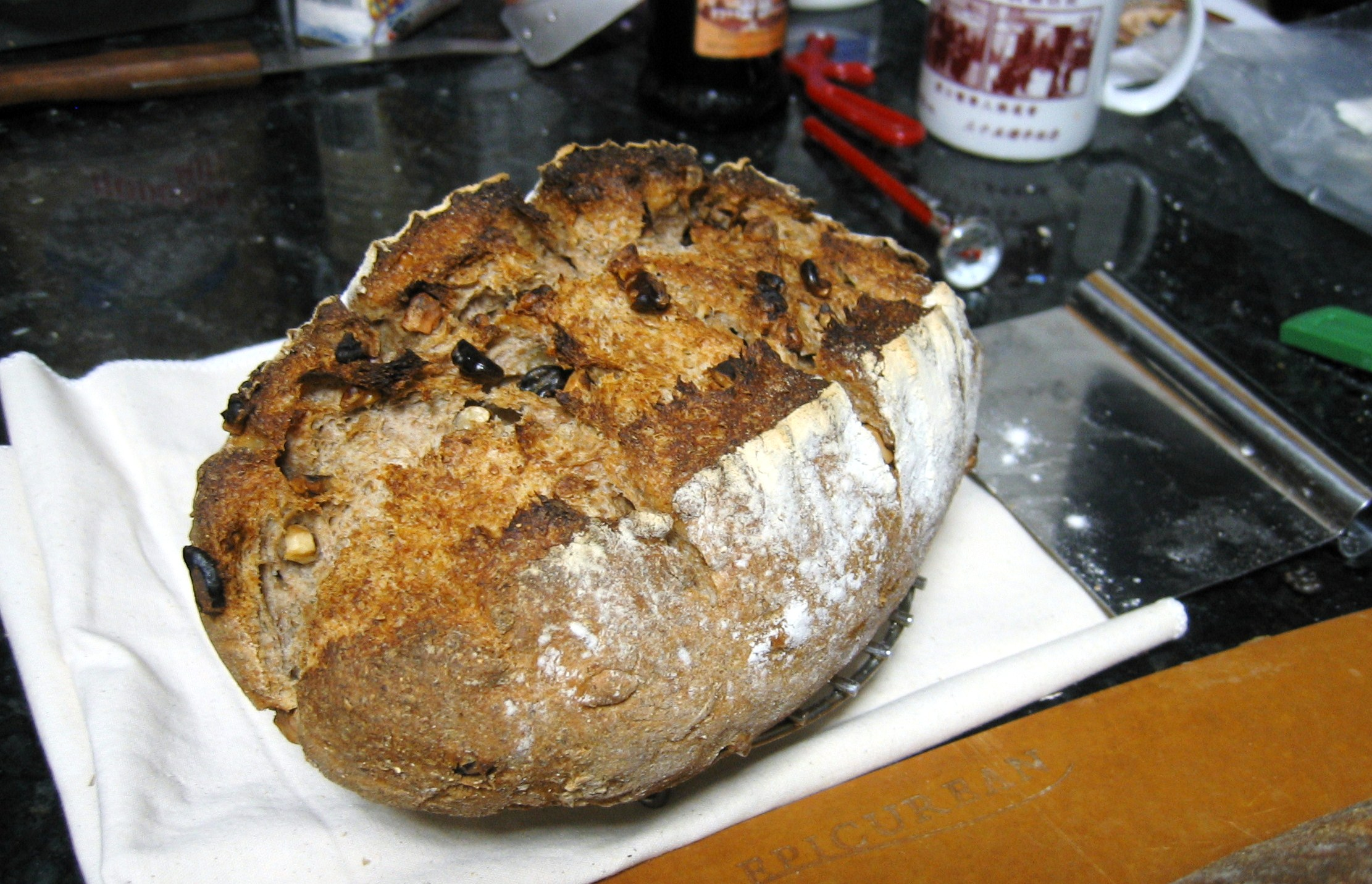
有核桃仁的裸麥麵包

黑麦面包又被常稱為裸麥麵包或者黑麵包，是一種主要由黑麥製成的麵包。黑麦面包在北欧国家和东欧很常见。根據成份不同，其顏色也深淺不一，但比小麦面包颜色更深，纤维和铁含量也更丰富。
黑麦面包有几种不同的类型：纯黑麦面包、同时含有黑麦和小麦的面包，以及硬质黑麦面包。同时含有黑麦和小麦的面包通常比纯黑麦面包更软、更轻，而且不那么紧实。硬质黑麦面包又分为三种：酵母发酵面包、酸面包和无酵面包。裸麦面包（Pumpernickel）是一种常见的德国面包，通常只含黑麦，不含其他谷物。它是一种由压碎或磨碎的黑麦制成的深色紧实面包。

黑麦面包在整个中世纪都被作为欧洲各国的主食。

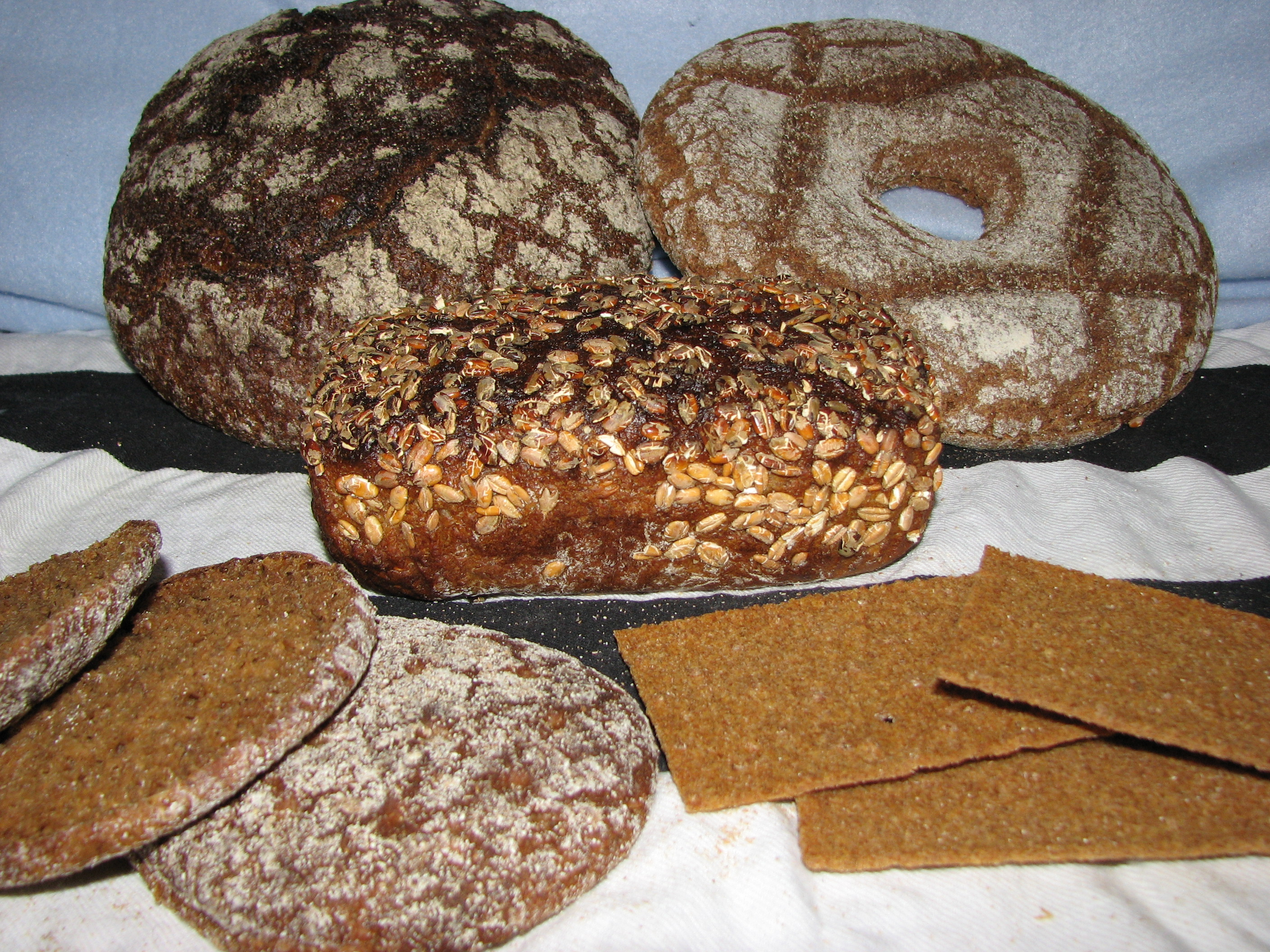
五种在芬兰和北欧地区较为常见的黑麦面包：最上面的是Råglimpa和Hålkaka överst，下面的是黑麦精粉面包和Surskorpa（酸脆皮面包。

中欧、北欧、西欧和东欧各国都拥有不同风格和类型的黑麦面包品种。例如冰岛、德国、奥地利、丹麦、瑞典、挪威、芬兰、爱沙尼亚、拉脱维亚、立陶宛、波兰、白俄罗斯、乌克兰、俄罗斯、荷兰、比利时、法国和捷克。

## 生物化學分析
雖然小麥和裸麥（黑麥）親緣關係近到可以雜交（結果為裸小麥），但是確實有一些差別導致製作麵包時二者產生的結果大不相同。其一關鍵因素是澱粉酶，小麥中的澱粉酶熱穩定性較差，無法與小麥中的麦谷蛋白發生有效作用。而裸麥則情況相反。 
裸麥麵包中含有酚酸和Diferulic acids。

## 類型
黑麥麵包只使用裸麥麵粉，不摻雜任何小麥。典型的德式裸麥粉粗麵包使用碾碎的裸麥，通常不加小麥粉，需要低溫烘培很長一段時間。而混合麵粉製成的麵包顏色更淡。
製作黑麥麵包時有時會加上焦糖、糖漿或者葛縷子種子。在美國，除非包裝特別注明“unseed”（無種子），裸麥麵包總是含有葛縷子種子，並標注“kimmel”。爲了增添風味，咖啡豆或者可可豆也會被用於製作裸麥麵包。
在紐約，裸麥麵包上可能會加粗鹽腌牛肉或者五香燻牛肉，這被認為是猶太對紐約食譜的影響之一。起常見的結合產物是魯賓三明治。
在拉脱维亚，Rupjmaize是拉脱维亚人的主食之一。它添加了葛缕子与麦芽以赋予麵包獨特的風味和香氣。该面包也时常用于制作多层黑麦面包甜点以及拉脱维亚干果面包羹。
裸麥麵包可以儲存數個月的時間，有時候會被切片出售。
在斯堪的纳维亚半岛，黑麦被广泛用于制作脆面包（Knäckebröd）；在中世纪，它是该地区的主食，并且在21世纪仍然很受欢迎。

### 雜糧麵包
德國的“Vollkornbrot”（全麥麵包）包含裸麥和小麥（whole grain bread），丹麥的“rugbrød”（裸麥麵包）也是這樣。在德國南部和瑞士，Vollkornbrot也會採用向日葵種子，有時甚至根本不用裸麥而是用小麥製作。
在英格蘭，雜糧麵包稱作“maslin”，這個稱呼在之前的數百年中多是由農民使用，用以和富人食用的“manchet”（白麵包）相區別。

## 健康價值
裸麥麵包含有大量纖維和少量脂肪，食用裸麥麵包不會像白麵包一樣使得血糖出现过高的峰值。